# Rouen Hockey Élite 76
I Dragons de Rouen sono una squadra francese di hockey su ghiaccio, che ha sede nella città di Rouen. Il nome ufficiale è Rouen Hockey Élite 76. Giocano nella Ligue Magnus, il massimo campionato francese.

## Palmarès

### Competizioni nazionali
- Ligue Magnus: 14

1990, 1992, 1993, 1994, 1995, 2001, 2003, 2006, 2008, 2010, 2011, 2012, 2013, 2016
- Coppe di Francia: 5

2002, 2004, 2005, 2011 e 2015
- Coppa di Lega: 4

2008, 2010, 2013 e 2014

### Competizioni internazionali
- Lega Atlantica: 1

1995
- Torneo Sei Nazioni: 1

1996
- IIHF Continental Cup: 2

2012, 2016